# Julija Alexejewna Golubtschikowa
Julija Alexejewna Golubtschikowa (russisch Юлия Алексеевна Голубчикова, engl. Transkription Yuliya Golubchikova; * 27. März 1983 in Moskau) ist eine ehemalige russische Stabhochspringerin.
Golubtschikowas Bestleistung beträgt 4,75 m und wurde bei den Olympischen Spielen 2008 in Peking gemessen, wo sie den vierten Platz belegte.
Die Vizejuniorenweltmeisterin von 2002 gewann 2007 bei den Leichtathletik-Halleneuropameisterschaften in Birmingham Silber und wurde Sechste bei den Weltmeisterschaften in Osaka. 2008 wurde sie jeweils Vierte bei den Olympischen Spielen in Peking und beim Leichtathletik-Weltfinale. 2009 gewann sie den Titel bei den Halleneuropameisterschaften in Turin. Bei den Weltmeisterschaften in Berlin qualifizierte sie sich für das Finale, trat aber dort nicht an. Beim Weltfinale wurde sie erneut Vierte.
Bei den Leichtathletik-Europameisterschaften 2010 in Barcelona wurde sie Siebte.
2005, 2007 und 2009 wurde sie nationale Meisterin in der Halle, 2009 und 2010 im Freien.
Julija Golubtschikowa startet für den Verein MGFSO und wird von Oleg Diasdinow trainiert.

## Persönliche Bestleistungen
Stabhochsprung
- Freiluft: 4,75 m, 18. August 2008, Peking
- Halle: 4,75 m, 13. Februar 2008, Peania